# مالکیت خصوصی

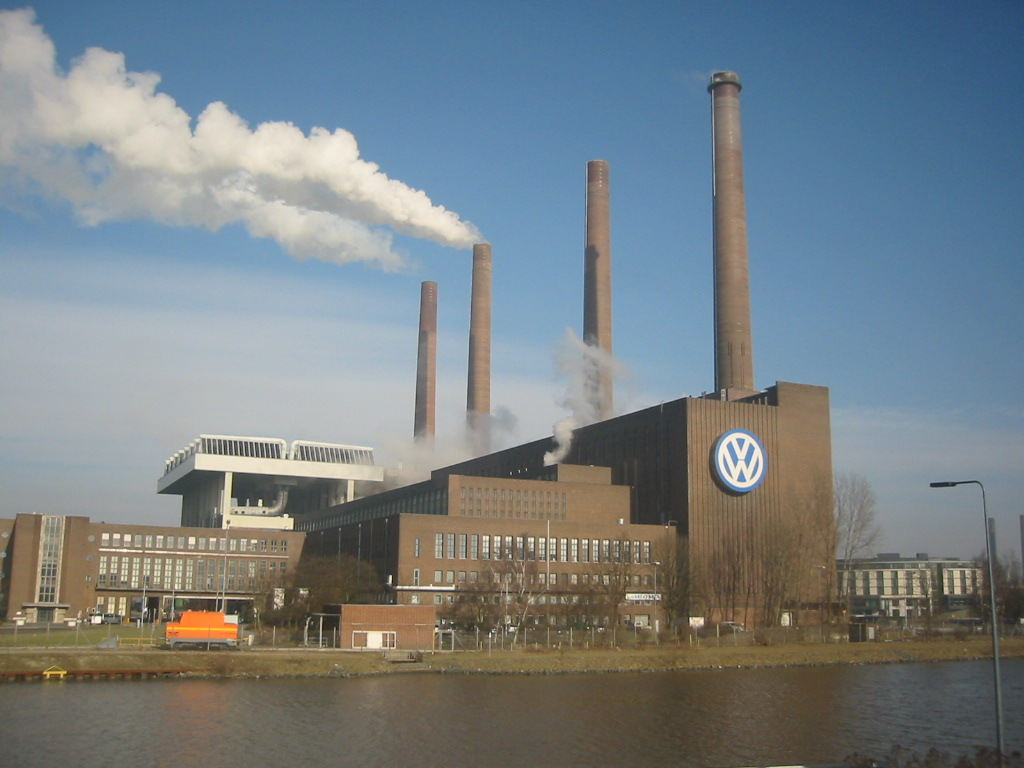
کارخانه فولکس واگن، نمونه‌ای از یک شرکت با مالکیت خصوصی است. کارخانه تحت مالکیت سهام‌دارانی است که از سود حاصل از فعالیت این کارخانه امرار معاش می‌کنند.

مالکیت خصوصی استفاده، کنترل، مالکیت و قابلیت دور انداختن یا اهدا کردن زمین، سرمایه، و دیگر اشکال مالکیت توسط افراد قانونی و شرکت‌های تحت مالکیت خصوصی است. مالکیت خصوصی از مالکیت اجتماعی و اشتراکی — که به منابع در تملک حکومت، جامعه یا دولت اشاره دارد و نه افراد حقیقی یا بنگاه اقتصادی — قابل تمایز است.

## آزادی و مالکیت خصوصی
بنابر نظر همه متفکران کلاسیک لیبرال، پایبندی به آزادی فردی مستلزم تأیید نهادهای مالکیت خصوصی و بازار آزاد است. مارکسیست‌ها و انواعی از سوسیالیست‌ها معتقدند که مالکیت خصوصی محدودیتی بر آزادی است و لیبرال‌های تجدیدنظرطلب مکتب مدرن لیبرالیسم می‌گویند گاهی لازم است تا حقوق مالکیت تحت‌الشعاع مطالبات مربوط به سایر حقوق قرار گیرد.

### آزادی و مالکیت خصوصی در آرای اندیشمندان گوناگون
مالکیت خصوصی تضمینی است برای خودمختاری فرد اما منتقدان می‌گویند تکلیف آنان که فاقد مالکیت هستند چیست؟ مدافعان مالکیت خصوصی می‌گویند در جامعه آزاد کسی که مالکیت شخصی ندارد از دارندگان آن خودمختاری کمتری دارد اما همو در مقایسه با جامعه‌ای که در آن ثروت‌های تولیدی به‌طور جمعی تصاحب می‌شوند خودمختاری بیشتری خواهد داشت. 
هایک در اینباره می‌گوید: «این واقعیت که آزادی مزدبگیران وابسته به‌شمار و تنوع بسیار کارفرمایان است وقتی آشکار می‌شود که ما وضعیتی را در نظر بگیریم که در ان صرفاً یک کارفرما -یعنی دولت- وجود دارد و اگر به استخدام درآمدن تنها وسیله مجاز امرار معاش باشد، اعمال دائمی اصول سوسیالیستی هرچند ممکن است با تفویض اختیار استخدام به شرکت‌های عمومی و ظاهراً مستقل پوشیده شده باشد،  به حضور یک کارفرمای واحد منجر می‌شود. این کارفرما خواه مستقیم عمل کند و خواه غیرمستقیم آشکارا از قدرت نامحدود اعمال اجبار بر فرد برخوردار خواهد بود.»
مایکل اوکشات معتقد است: «از دیدگاه آزادی، ما احتمالا در زمینه نهاد مالکیت نسبت به سایر ترتیبات خود کمتر موفق بوده‌ایم. در حالی که هیچ تردیدی دربارهٔ بیشترین قرابت خصلت عام نهاد مالکیت با آزادی وجود ندارد: همین خصلت است که امکان توزیع گسترده قدرت را فراهم می‌آورد و به نحوی مؤثر از تمرکز عمده و خطرناک آن جلوگیری می‌کند. در این نیز هیچ تردیدی وجود ندارد که نهاد مالکیت متضمن حق مالکیت خصوصی است؛ یعنی به هر عضو بالغ جامعه اجازه می‌دهد تا از حقی مساوی در بهره‌مندی از استعدادهای شخصی متعلق به خود و هرچیز دیگری که از راه‌های اکتساب مجاز در جامعه به دست می‌آورد برخوردار باشد … این واقعیت که هیچ انسانی آزاد نیست مگر آن که از حق اختصاصی مالکیت بر استعدادهای شخصی و کارش برخوردار باشد مورد اعتقاد هر کسی است که آزادی را به این معنا به کار می‌برد. 
آن آزادی که انسانی را از بردگی رها می‌کند چیزی جز آزادی انتخاب و آزادی تحرک در میان سازمان‌ها، بنگاه‌ها و بازار کار مستقل و خودمختار نیست و آزادی متضمن وجود حق مالکیت خصوصی بر منابعی غیر از توانمندی‌های شخصی است. هرگاه وسایل تولید تحت نظارت یک قدرت واحد قرار گیرد نوعی از بردگی به دنبال آن خواهد آمد.»
تروتسکی از معماران دولت فراگیر شوروی نیز به نحو پیشگویانه‌ای گفته است: «در کشوری که تنها کارفرما دولت است، مخالفت با آن یعنی محکومیت به مرگ تدریجی از طریق گرسنگی. این اصل قدیمی که هرکس کار نکند حق خوردن ندارد، جانشین این اصل جدید شد که هرکس اطاعت نکند حق خوردن نخواهد داشت.»
جان گری معتقد است مالکیت خصوصی مظهر آزادی فردی در ابتدایی‌ترین شکل آن است. وی مبنای این سخنش را از کانت و هیوم وام می‌گیرد. رشته استدلال کانتی بر این تأکید می‌ورزد که فرد را بایستی در مقام بانی اهداف و مقاصد خودش به حساب آورد و نمی‌توان او را ملتزم به تن دردادن به آمریّت هرگونه فرایند جمعی فراسوی حاکمیت قانون کرد. استدلال هیومی نیز به کمیابی دانش و منابع طبیعی به عنوان ملاحظه دائمی در دفاع از مالکیت خصوصی استناد می‌جوید.

## مالکیت خصوصی و بازتوزیع
منتقدان مالکیت خصوصی به بازتوزیع ثروت معتقدند و می‌گویند حق مالکیت خصوصی نمی‌تواند حقی مساوی برای همه باشد چرا که ممکن است به معنای تصاحب حق دیگری به کار رود و حق برده‌داری را مثال می‌زنند. مایکل اوکشات در پاسخ می‌گوید: «حق مالکیت خصوصی مثل هر حق دیگری خود بازدارنده است: این حق، برده‌داری را نه از سر دلبخواه بلکه بدین دلیل ممنوع اعلام می‌کند که حق در اختیار داشتن یک انسان دیگر هرگز نمی‌تواند حقی باشد که هر عضو جامعه بتواند به‌طور مساوی از آن بهره‌مند شود. تنها به وسیله نهاد مالکیت خصوصی است که حداکثر توزیع قدرت ناشی از مالکیت حاصل می‌شود.»
هانس هرمان هپه معتقد است که نه تنها مکتب اخلاقی لیبرتارینی را می‌توان به نحو ماقبل تجربی توجیه کرد بلکه به نحو استدلالی از هیچ مکتب جایگزین دیگری نمی‌توان دفاع کرد. او در رد بازتوزیع می‌گوید: «همه مکاتب جایگزین لیبرالیسم، چه همه آن‌ها که تجربه شده‌اند و چه بیشتر مکاتب غیرلیبرالی که به لحاظ نظری پیشنهاد شده‌اند، حتی از آزمون نخست و صوری فراگیری نیز سربلند بیرون نمی‌آیند و تنها به خاطر همین یک واقعیت نیز زیر سؤال می‌روند. همه این نسخه‌پیچی‌ها هنجارهایی را در چارچوب دستورالعمل‌های قانونی‌شان گنجانده‌اند که چنین ظاهری دارند: «برای برخی افراد آری و برای برخی دیگر نه.» به هر رو، چنین دستورالعمل‌هایی که حقوق یا تعهدات متفاوتی را برای دسته‌های گوناگون مردم مشخص می‌کنند، به دلایل ساده صوری، هیچ بختی ندارند که توسط هر شرکت‌کننده بالقوه‌ای در یک گفتگو، منصفانه شناخته شده و پذیرفته شوند.. تا زمانی که این تمایز ایجاد شده بین طبقات گوناگون مردم، آن طور شکل نگرفته باشد که برای هر دو طرف به عنوان حالت طبیعی اوضاع پذیرفته باشد، چنین دستورالعمل‌هایی مورد پذیرش نخواهد بود؛ زیرا پذیرش چنین دستورالعمل‌هایی به این معنا است که برخی گروه‌ها از مزایایی قانونی به بهای تبعیض معادلی علیه گروه‌های دیگر، بهره‌مند خواهند شد.»
به گفته هپه، «وقتی سوسیالیسم بازتوزیعی، به من اجازه می‌دهد، برای مثال، از مردمی که بخت یا فرصت‌های‌شان روی بخت من تأثیر منفی گذاشته درخواست خسارت کنم، حقوق مالکیت باید به شکلی معنوی تعریف شده باشد. همین موضوع در مورد وقتی که خسارتی به دلیل ارتکاب «تجاوز ساختاری» درخواست می‌شود نیز عیناً صادق است.» برای این که بتوان چنین غرامتی را درخواست کرد، باید بتوان کاری که فرد انجام داده، مثلاً تحت‌شعاع قراردادن فرصت‌های من، «تمامیت روانی» من یا احساساتی را که به من تعلق دارند به عنوان یک رفتار متجاوزانه طبقه‌بندی کرد. چرا این اندیشه محافظت از «ارزش» مالکیت قابل قبول نیست؟ اولاً، هر کسی، دست کم در اصول، می‌تواند روی این که رفتارهایش موجب تغییر در مشخصات فیزیکی یک چیز خواهد شد یا نه نظارت کامل داشته باشد؛ بنابراین می‌تواند روی این که رفتارهایش توجیه‌پذیرند یا نه نیز نظارت کامل داشته باشد. اما در همین حال، کنترل داشتن روی این که رفتارهای آدم روی «ارزش مالکیت یک نفر دیگر» تأثیرگذار است یا نه، به خود فرد کنشگر مربوط نمی‌شود، بلکه بیشتر به آن افراد دیگر و برداشت‌های شخصی‌شان برمی‌گردد؛ بنابراین، با باور به چنین اندیشه‌ای می‌توان انتظار داشت هیچ‌کس نمی‌تواند تعیین کند که رفتارهایش توجیه‌پذیر توصیف می‌شوند یا غیرقابل توجیه. با این وضع، آدم باید از همه مردم بازجویی کند، تا مطمئن شود که کنش‌هایی که می‌خواهد انجام دهد، برداشت‌های ذهنی یک فرد دیگر از املاکش را تغییری نخواهد داد. حتی آن زمان نیز، هیچ‌کس نمی‌توانست هیچ رفتاری انجام دهد، تا وقتی که توافق عالم‌گیری حاصل شود بر سر این که چه کسی و در چه نقطه‌ای از زمان، قرار است با چه چیزی چه کار کند. روشن است که به دلایل مشکلات بسیاری که در عمل پیش روی چنین وضعیتی خواهد بود، عمر آدم‌ها اصلاً به این که درگیر چنین گفتگویی باشند کفاف نمی‌داد چه برسد به این که چنین توافقی نیز حاصل شود.

## حقوق مالکیت
به نوعی شاید بتوان گفت که مالکیت خصوصی و مالکیت شخصی دو نوعی از مالکیت فردی به‌شمار می‌روند. حقوق مالکیت مدرن براساس تصور مالکان و ثروتی که متعلق به اشخاص قانونی است حتی اگر فرد حقوقی حالت عادی (طبیعی) نداشته باشد پایه‌گذاری شده است. در اکثر کشورها، برای مثال شرکت‌ها، حقوق قانونی مشابه‌ای برای شهروندان دارند؛ بنابراین شرکت در بر گیرندهٔ یک شخص حقوقی یا نهاد حقوقی ساختگی است که، تحت نظر تصوری است که بعضی افراد از آن به عنوان «همکاری بشریت» استفاده می‌کنند. حقوق مالکیت در قانون‌های رایج اکثر ایالات، معمولاً درقالب شکل‌ها و سند حقوقی شان نگهداری می‌شوند. این محافظت و نگهداری همچنین تحت عنوان بیانیهٔ جهانی حقوق بشری ایالات متحده در فصل ۱۷، و در مجمع اروپایی حقوق بشری (ECHR)، تعیین شده است.
اصول سنتی حقوق مالکیت شامل موارد زیر است:
- کنترل استفاده از دارایی
- حق استفاده از هر منفعت و سود از ثروت (مانند: حقوق معدن کاری و اجاره)
- حق واگذاری یا فروش دارایی
- حق محروم کردن دیگران از مالکیت.

قانون‌های مالکیت سنتی شامل موارد زیر نمی‌شود:
- دخالت نامعقول حقوق مالکیت در حریم خصوصی دیگری (حق لذت آرامش) {مراجعه کنید به قانون آزار و اذیت}
- دخالت بی‌دلیل در حقوق مالکیت عمومی، که در برگیرندهٔ قانون‌های دخالت در سلامت عمومی، امنیت، دوستی و آرامش می‌شوند. {به قانون قدرت پلیس، در مقابل آزار و اذیت عمومی رجوع کنید}

هر فرد یا اتحادیه که علاقه به مالکیت داده شده دارد امکان دارد قادر نباشد که همهٔ حقوق دارایی ممکن را بکار گیرد. برا ی نمونه، شما به عنوان مستأجر بخش خصوصی مالکیت، ا مکان فروش ثروت را ندارید، زیرا یک کرایه‌نشین فقط ملکی را متصرف شده و به‌طور تام حق واگذاری دارایی به دیگری را ندارد. به‌طور مشابه زمانی که شما یک مستأجر هستید مالک نمی‌توا ند قا نون‌های خودش را استفاده کند و شما را از نگهداری دارایی محروم کند، یا اگر این کار را انجام داد و شما را از دارایی محروم کرد، شاید به شما این حق داده شود که اجاره را پرداخت نکنید یا برای دستیابی به ملک تقاضا کنید.
همچنین مالکیت ممکن است در اشکال مختلف، همچون دارندگی مشترک، مالکیت انجمن، دارندگی منحصر به فرد یا اجازهٔ اجاره دادن حفظ شود. این انواع مختلف مالکیت ممکن است توانایی شخص مالک را برای به‌کارگیری حقوق مالکیت به‌طور یکطرفه پیچیده کند. به عنوان نمونه، اگر دو نفر همانند مستأجر مشترک مالک یک قطعه زمین باشند در آن وقت، با توجه به قانون وابسته به حوزه قضاوت، هر کدام در خصوص کنش‌های رفتاری نسبت به دیگری شاید محدود شده‌اند. برای مثال، هر کدام از مالکان زمین امکان دارد با توجه به میل خودشان، دارایی را به یک شخص غریبه بفروشد که صاحب دیگر زمین مخصوصاً این معامله را دوست نداشته باشد.

### حق انتفاع
حق انتفاع عبارت است از حقوقی که فرد از منافع چیزی یا مالی (معمولاً مال غیر) بر خوردار می‌شود.
در حقوق مدنی حق انتفاع عبارت از حقی است که به موجب آن شخص می‌تواند از مالی که عین آن ملک دیگری است یا مالک خاصی ندارد، استفاده کند.
در حق انتفاع، مال در مالکیت شخصی دیگر است و منافع نیز ملک شخص دیگری است و فقط شخص دارای حق انتفاع، حق استفاده و بهره‌برداری از آن را دارد، نه حق مالکیت بر آن.
حق انتفاع یکی از شاخه‌ها و مراتب مالکیت است که طی قراردادی به شخص واگذار می‌شود؛ پس جزء اموال وی محسوب می‌شود.
در قانون مدنی ایران مواد زیر مربوط به حق انتفاع است:
- ماده ۴۰ ـ حق انتفاع عبارت از حقی است که به موجب آن شخص‌می‌تواند از مالی که عین آن ملک دیگری است یا مالک خاصی ندارد استفاده کند.
- مبحث اول: در عُمریٰ و رُقبیٰ و سُکنیٰ

ماده ۴۱ ـ عمری حق انتفاعی است که به موجب عقدی از طرف مالک برای شخص به مدت عمر خود یا عمر منتفع یا عمر شخص ثالثی‌برقرار شده باشد.
- ماده ۴۲ ـ رقبی حق انتفاعی است که از طرف مالک برای مدت معینی‌برقرار می‌گردد.
- ماده ۴۳ ـ اگر حق انتفاع عبارت از سکونت در مسکنی باشد سکنی یاحق سکنی نامیده می‌شود و این حق ممکن است به طریق عمری یا به‌طریق رقبی برقرار شود.
- ماده ۴۴ ـ در صورتی که مالک برای حق انتفاع مدتی معین نکرده باشد حبس، مطلق بوده و حق مزبور تا فوت مالک خواهد بود مگر اینکه‌مالک قبل از فوت خود رجوع کند.
- ماده ۴۵ ـ در موارد فوق حق انتفاع را فقط دربارهٔ شخص یا اشخاصی‌می‌توان برقرار کرد که در حین ایجاد حق مزبور وجود داشته باشند ولی ممکن است حق انتفاع تبعا برای کسانی هم که در حین عقد به وجود نیامده‌اند برقرار شود و مادامی که صاحبان حق انتفاع موجود هستند حق مزبور باقی و بعد از انقراض آن‌ها حق زایل می‌گردد.
- ماده ۴۶ ـ حق انتفاع ممکن است فقط نسبت به مالی برقرار شود که استفاده از آن با بقای عین ممکن باشد اعم از اینکه مال مزبور منقول باشد یا غیرمنقول و مشاع باشد یا مفروز.
- ماده ۴۷ ـ در حبس، اعم از عمری و غیره، قبض شرط صحت است.

ماده ۴۸ ـ منتفع باید از مالی که موضوع حق انتفاع است سوءاستفاده نکرده و در حفاظت آن تعدی یا تفریط ننماید.
- ماده ۴۹ ـ مخارج لازمه برای نگاهداری مالی که موضوع انتفاع است برعهده منتفع نیست مگر اینکه خلاف آن شرط باشد.
- ماده ۵۰ ـ اگر مالی که موضوع حق انتفاع است، بدون تعدی یا تفریط منتفع، تلف شود، مشارٌ‌الیه مسوول آن نخواهد بود.
- ماده ۵۱ ـ حق انتفاع در موارد ذیل زایل می‌شود:
  - در صورت انقضا مدت؛
  - در صورت تلف‌شدن مالی که موضوع انتفاع است.
- ماده ۵۲ ـ  در موارد ذیل منتفع، ضامن تضررات مالک است [۸]

### شرائط حق انتفاع
- حق انتفاع با عقد و قرارداد ایجاد می‌شود.
- موضوع حق انتفاع باید مالی باشد که استفاده از آن موجب از بین رفتن خود مال و عین آن نباشد.
- دارنده حق انتفاع (منتفع) باید در حین و زمان عقد موجود باشد.
- در حق انتفاع، قبض و تسلط منتفع بر مال مورد انتفاع شرط صحت عقد می‌باشد.